# Christoph Haas (Musiker)

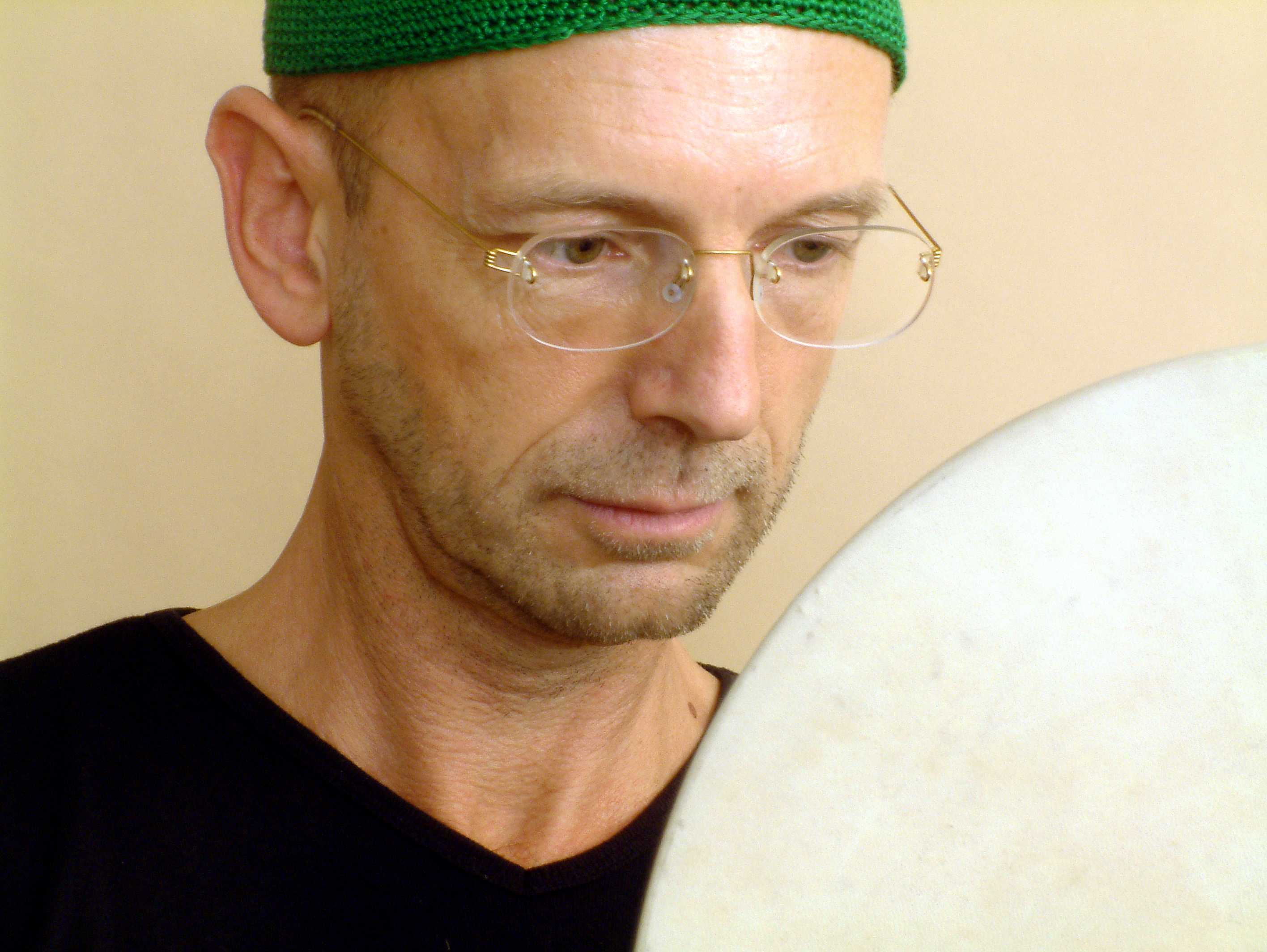
Christoph Haas (2003)

Christoph Haas (* 14. September 1953 in Stuttgart) ist ein deutscher Musiker, Komponist und Rhythmuslehrer.

## Leben
Aufgewachsen mit klassischer europäischer Musik (Stuttgarter Hymnus-Chorknabe) begann Christoph Haas 1966 Schlagzeug zu spielen. Zwischen 1986 und 2002 unternahm er ausgiebige Studienreisen nach Westafrika, Lateinamerika und Südindien. Auf einem umfangreichen Instrumentarium (Conga, Musikbögen, Gongs, Rahmentrommel, Streichpsalter, Tanpura, Schneckenhorn, Röhrenglocken) entwickelte er eine eigenständige Musiksprache, die einerseits geprägt ist von tiefem Respekt vor der Überlieferung und einem umfassenden Wissen über musikalische Traditionen, andererseits von der Entwicklung innovativer Spieltechniken wie beispielsweise dem zweibögigen Spiel auf dem Streichpsalter.
1993 veröffentlichte Christoph Haas seine erste Solo-CD „konkolo“ (KlangRäume), auf der alle 12 tracks eine afrikanische 12-schlägige Rhythmusfigur umkreisen. 1999 spielte er im Hohle Fels, wo schon vor 40 000 Jahren Menschen musizierten, auf archaischen Klangerzeugern die CD „musica povera – inside the hollow cliff“ ein (KlangRäume). In den folgenden Jahren befasste er sich intensiv mit der pythagoräischen Proportionenlehre. In der Chiesa Rotonda di San Bernardino/Graubünden entstanden die CD „sacred space - sacred sound“ und die DVD „Diapason“ (beide Animato): Die harmonikalen architektonischen Proportionen des Raumes wurden zu Klang. 2023 veröffentlichte er auf dem Label "KlangRäume" die CD „poemas“  – soundscapes for the inner journey.
Seine Kompositionen für Percussion-Solo, kammermusikalische Besetzungen und Percussion-Ensemble zeichnen sich durch vielschichtige Polyrhythmik in oft ungeraden Metren und differenzierten Umgang mit Klangfarben und Obertönen aus. Als Perkussionist trat Christoph Haas in Brasilien, Argentinien, Ecuador, Österreich, Italien, Kroatien, Frankreich, Schweiz auf und musizierte u. a. mit Giora Feidman, Paul Giger, Nikola Lutz, Gert Anklam, Enzo Favata und Marcello Peghin. 1992 gründete er das Percussionensemble Banda Maracatù, das bis 2020 bestand. Christoph Haas komponierte Glockenkonzerte und führte Regie bei Musiktheater-Produktionen. Von 1993 bis 2020 gab er Konzerte mit archaischen Instrumenten in UNESCO-Weltkulturerbe-Höhlen der Schwäbischen Alb.

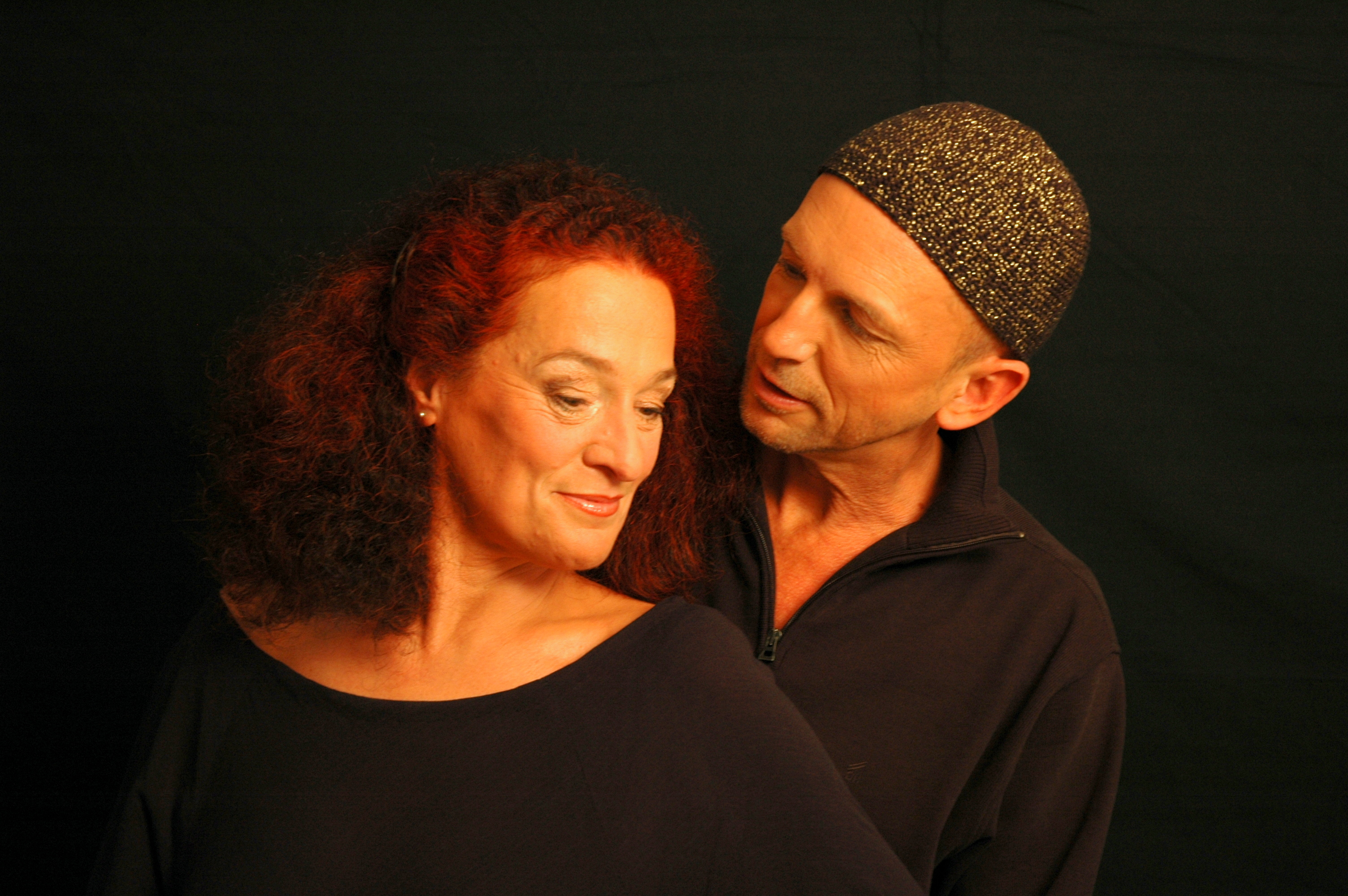
Stephanie und Christoph Haas (2007)

1998 begann die musikalische Zusammenarbeit mit seiner Frau, der Sängerin Stephanie Haas, im Ensemble Cosmedin. Das Musiker-Paar wurde eingeladen zu Konzerten im Kölner Dom, in den Domen zu Mainz, Speyer, Bamberg, Limburg, Frankfurt, Naumburg, Trier, in der Aachener Pfalzkapelle, im Ulmer und Berner Münster, in den Kathedralen von Chartres, Vézelay und Chur, in Ascona, Lugano, St. Gallen, Amsterdam, Straßburg, Paris, Wien, München, Berlin und auf zahlreiche Festivals (Voix et Route Romane, Festival Europäische Kirchenmusik, Hildegard-Herbst Bingen, Nibelungen-Festspiele Worms, Kultursommer Rheinland-Pfalz). Im September 2022 gab das Ensemble Cosmedin sein Abschiedskonzert in der Erfurter Predigerkirche mit dem Meister-Eckart-Programm "Liebe kennt kein Warum". Seitdem treten Stephanie Haas (Lesung/Musik) und Christoph Haas (Musik/Lesung) mit literarisch-musikalischen Programmen auf. Unter dem Eindruck des Ukraine-Krieges entstand 2022 „Dennoch breite die Arme aus“ – Ein poetischer Zwischenruf mit Texten von Rose Ausländer, Reiner Kunze, Hilde Domin, Paul Éluard, Jacques Lusseyran, Günter Kunert. In Liebe (Premiere 2024 im Theaterhaus Stuttgart) liest Stephanie Haas aus dem Hohelied Salomos und korrespondierende Texte der Weltliteratur (Ovid, Walther von der Vogelweide, Johann Peter Hebel, Bert Brecht). Ihre Programme verstehen Stephanie und Christoph Haas  als leidenschaftliches Plädoyer für die öffnende und befreiende, hoffnungstragende und tröstende Kraft des Poetischen. Sie sind überzeugt, dass Poesie und Musik Räume öffnen für das Zarte, die Stille, die Schönheit, die Utopie, das alle Menschen Verbindende.
Seit 1986 gibt Christoph Haas Rhythmus- und Percussion-Unterricht. Aus traditionellem Wissen und neueren Erkenntnissen entwickelte er ein Konzept rhythmischen Körperlernens: "The ocean of rhythm". Eine aus dem südindischen konnakkol weiterentwickelte Silbensprache, darauf abgestimmte Bewegungen, spieltechnische Übungen, traditionelle Rhythmen sowie zeitgenössische Perspektiven verbindet er zu einem ganzheitlichen musikalischen Konzept. Von 1995 bis 2004 lehrte er an der Musikhochschule Stuttgart, 1997 am Conservatorio di Pernambuco in Brasilien.

## Diskographie
Ensemble Cosmedin:

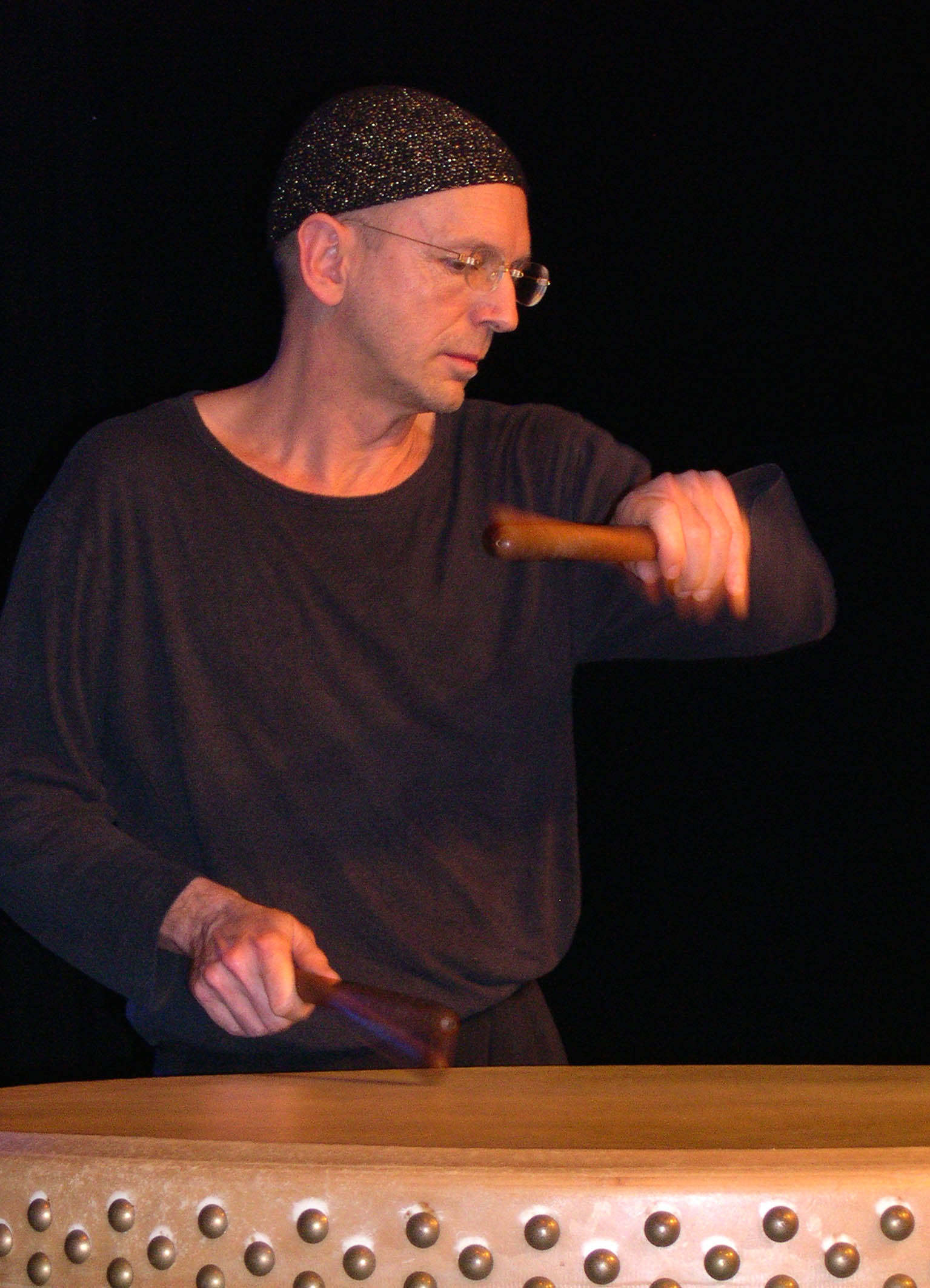
Christoph Haas

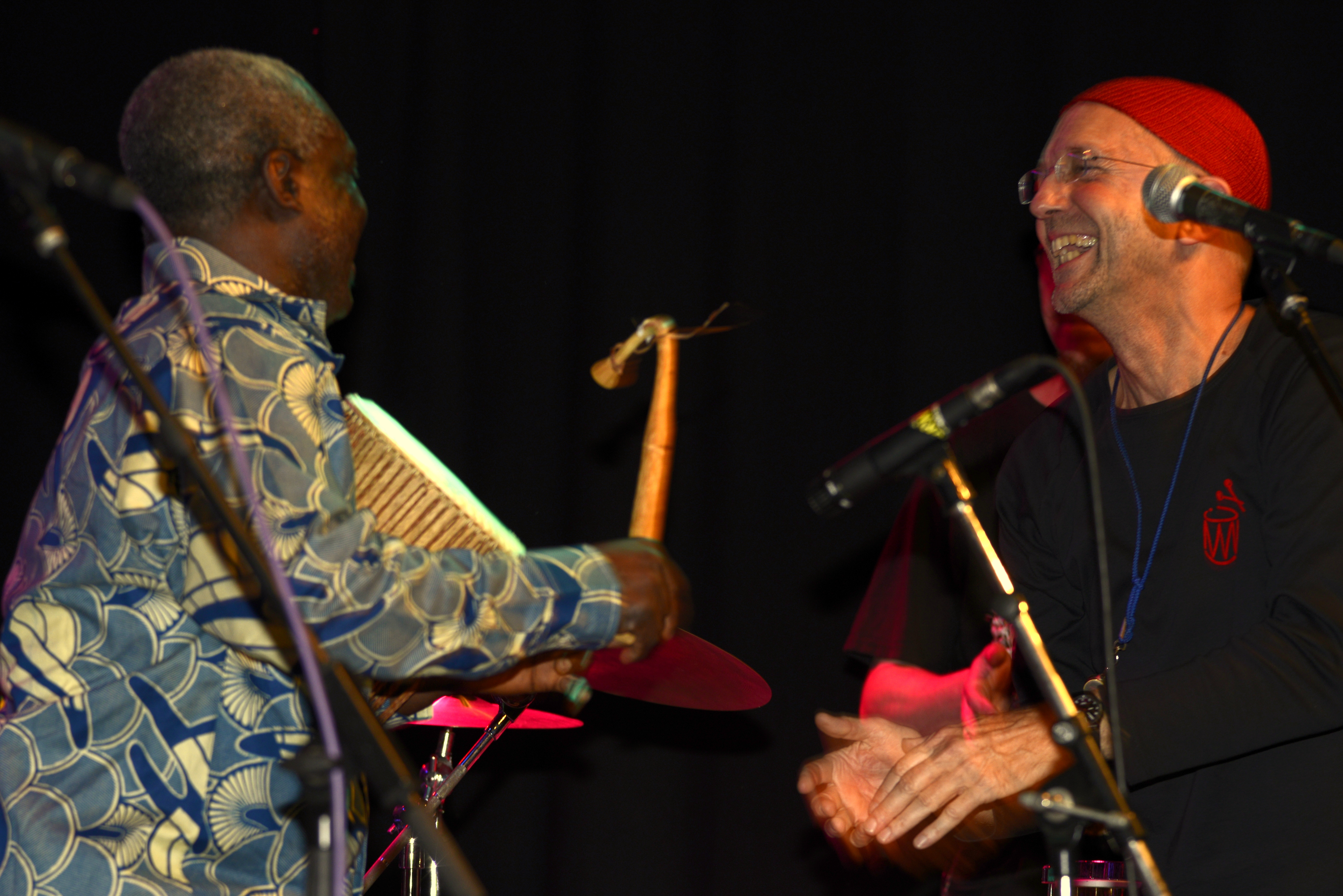
Christoph Haas mit Thomas Eyison& Banda Maracatù (2014)

- Anima – Sakrale Musik aus der Fülle der Zeiten (2020)
- Meister Eckhart: Liebe kennt kein Warum. Musik und Texte der Mystik (2018)
- Ein menschlich Hertz ist wie ein Schiff auff eim wilden Meer. Martin Luther und der Psalter. Musik und Texte aus Wittenberg, Metz, Paris, Mailand (2017)
- Psalm – Tehilim (2016)
- Du aber sei ohne Angst. Hildegard von Bingen – Musik und Texte.
- Gesänge aus der "Symphonia armoniae caelestium revelationum", Liedtexte, Auszüge aus Briefen und Schriften (2012)
- Alleluja. Gesänge der Freude (2012)
- Anima mea. Sacred Music of the Middle Ages (2011)
- Rubin (2007)
- Hrabanus Maurus. Hymnen (2006)
- Seraphim (2005)
- Lilium (2001)
- La musica inventa al silencio (1999)

Banda Maracatù:
- Vision (2018)
- Mother Earth (2014)
- That funky Samba thing (2008)
- Heart Beat (2006)
- Nordost/Südwest. Live im Merlin (1998)

Solo:
- poemas – soundscapes for the inner journey (2022)
- Diapason (2004), nominiert für den Preis der Deutschen Schallplattenkritik
- Sacred Space – Sacred Sound (2003)
- Musica Povera / Inside the Hollow Cliff (1999)
- Stephanie Haas: Youkali, mit Christoph Haas u. a. (1996)
- Konkolo (1993)
- Unmittelbare Musik (1991)